# 16059 Marybuda
16059 Marybuda è un asteroide della fascia principale. Scoperto nel 1999, presenta un'orbita caratterizzata da un semiasse maggiore pari a 2,5335436 au e da un'eccentricità di 0,0339245, inclinata di 7,84171° rispetto all'eclittica.
L'asteroide è dedicato all'insegnante statunitense Mary Buda.